# Rhyacophila nyamangpa
Rhyacophila nyamangpa är en nattsländeart som beskrevs av Schmid 1970. Rhyacophila nyamangpa ingår i släktet Rhyacophila och familjen rovnattsländor. Inga underarter finns listade i Catalogue of Life.